# Cazemier

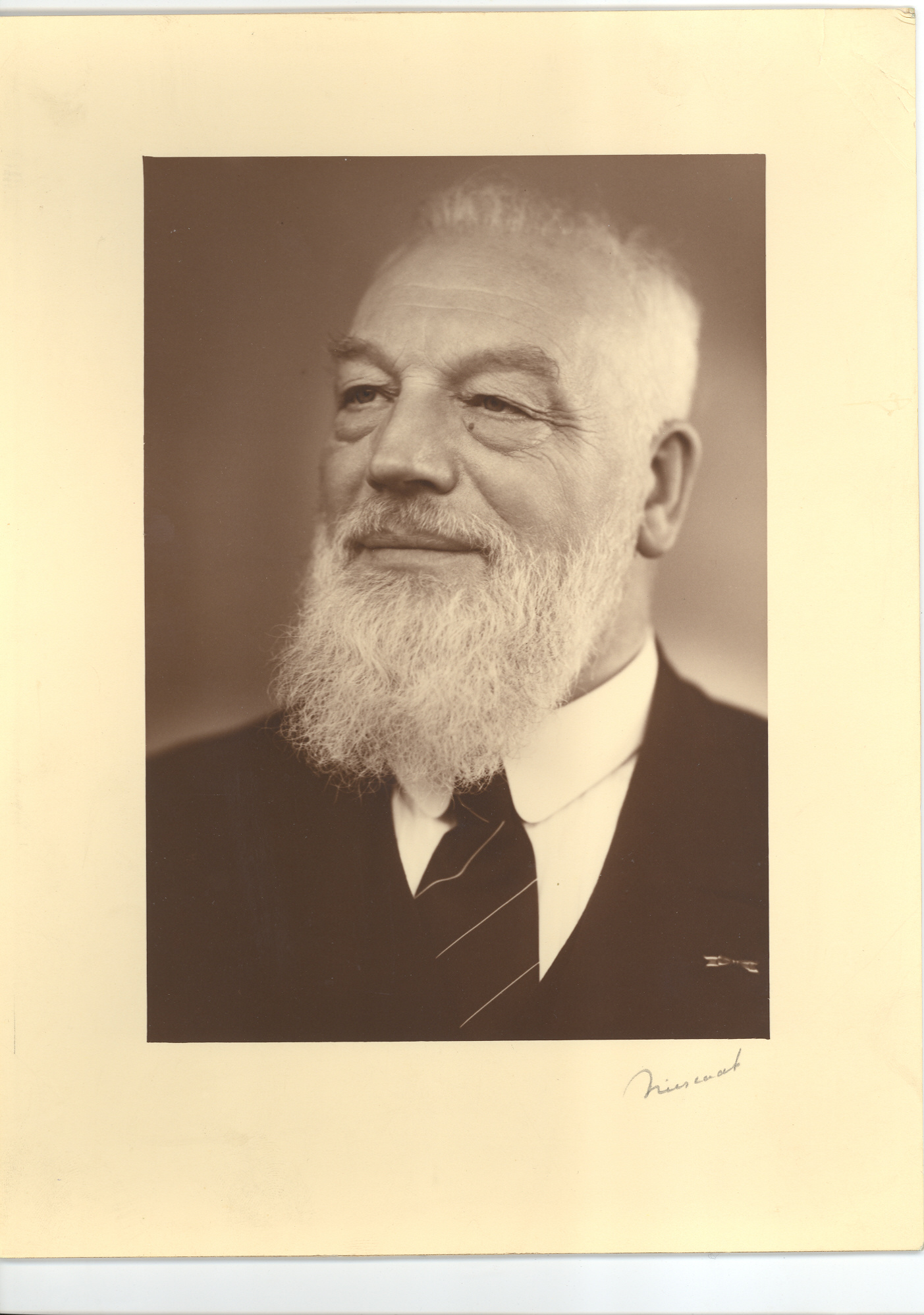
Rommert Casimir (1877-1957).

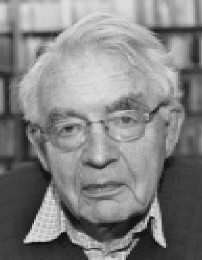
Hendrik Casimir (1909-2000).

Cazemier is de naam van een Nederlands geslacht, met verschillende vertakkingen, dat oorspronkelijk uit Noord-Nederland stamt.
De geslachtsnaam kan in principe op zestien verschillende manieren worden geschreven, namelijk als (C|K)A(S|Z)(I|E)M(I|IE)R. Vrijwel alle varianten komen ook werkelijk voor. Alle dragers van een van de varianten van deze geslachtsnaam, met uitzondering van de dragers van de naam Cazemier van den Berg, stammen af van Hindrik Stoffers (ca. 1650-1727); hij was rond 1680 inwoner van Tolbert. In het midden van de achttiende eeuw namen zijn kleinkinderen schijnbaar onafhankelijk van elkaar een van de varianten van de geslachtsnaam Cazemier aan.
Leden van het geslacht Cazemier waren aanvankelijk ambachtslieden, landarbeiders en landbouwers uit het Westerkwartier, Noord-Drenthe en Oost-Friesland. Vanaf de twintigste eeuw leverde en levert thans het geslacht tevens hogeropgeleiden, waaronder onderwijzers en predikanten.

## Bekende leden
Diverse bekende leden van het geslacht Cazemier zijn onder meer, op alfabetische volgorde:
- Bonne Kazemier (1875-1967), architect;
- Brugt Kazemier (1907-1983), jurist en filosoof;
- Caja Cazemier (1958), schrijfster;
- Geert Kazemier (1902-1991), letterkundige;
- Gerrit Cazemier (1926-2009), predikant en vader van Caja
- Gerrit Cazemier (1928-2024), kantonrechter
- Hendrik Casimir (1909-2000), natuurkundige;
- Lex Cazemier (1958), schaatser;
- Lukas Jan Cazemier (1899-1975), theoloog en egyptoloog
- Pim Cazemier (1989), schaatser;
- Roel Cazemier (1959), burgemeester;
- Rommert Casimir (1877-1957), opvoedkundige.